# 汉字拉丁化运动
漢字拉丁化運動是中國自由派和共產黨知識分子掀起的思潮，該思潮提倡以拉丁字母取代漢字（全拼音文字，即外蒙古斯拉夫模式），屬於漢字文化圈裡各國漢字改革，尤其各國廢除漢字論中的組成部份。在當時的語境，「漢字拉丁化」意為「行文不用漢字，全文用字母寫出」，這要區別於兩個概念：一，汉语拼音运动，指以拉丁字母作為輔助標音的手段，而不視標音本身是「文字」；二，並不以取代漢字為目的全拼音文字，例如來華傳教士翻譯的「白話」聖經。
思潮高峰在1900年代-1930年代，促成了拉丁化新文字的改革。廢除漢字論有大批有名的知識分子背書，包括共產黨人陈独秀指“中国文字，既难载新事新理，且为腐毒思想之魔窟，废之诚不足惜”，蔡元培指“汉字既然不能不改革，尽可直接的改用拉丁字母了”，鲁迅指“方塊字是統治階級用來愚民的武器”，甚至在死前發出了“漢字不滅，中國必亡”的最高音。1935年3月，茅盾发表《关于新文字》，支持漢字拉丁化。1935年12月，陶行知在上海发起成立了中国新文字研究会。研究会通过了由蔡元培、孙科、鲁迅、陶行知、陈望道等688位人士联名签署的《我们对于推行新文字的意见》，表示中国大众所需要的新文字是拼音的新文字。意见书中还提出了推行新文字的六项具体建议。
在中共中央和毛澤東的支持下，陝甘寧邊區於1936年至1938年初、1940年至1943年春先后開展了兩次新文字掃盲運動，使拉丁化新文字在陝甘寧邊區得到推廣試驗。1940年11月7日，陝甘寧邊區新文字協會在延安中央禮堂召開成立大會。該協會署名的贊助人有毛澤東、朱德、張聞天、王稼祥、任弼時、李富春等54人，毛澤東還擔任了該協會的名譽理事。1940年12月25日，邊區政府頒發了《關於推行新文字的決定》，規定邊區政府的法令、公告等重要文件，將一律一邊印新文字，一邊印漢字﹔凡是寫報告、遞呈子、計賬、打收條、通信等，用新文字跟用漢字法律上有同等效力。1940年秋，陝甘寧邊區教育廳與邊區新文字協會聯合創辦了《SIN WENZ BAO》（新文字報），1941年5月15日，毛澤東為《新文字報》題詞“切實推行，愈廣愈好”。在這種號召之下，晉西北邊區、山東抗日民主根據地、華中根據地等也都開展了推廣新文字的工作，積累了文字改革的寶貴經驗。該思潮促成了1950年代簡化字和1977年二簡字的誕生，三個世界理論和拉丁美洲一詞的頻繁使用。
1966年文化大革命爆發後，文字改革工作激烈發展。部分早期漢字拉丁化運動參與者被打成「走資派」，遭下放、再教育。
1971年林彪事件後，漢字拉丁化運動重新得到重視。
1973年7月12日，馬振扶公社中學事件爆發，一名15歲的女學生张玉勤英语考试交白卷后，并在试卷背面写道，“我是中国人，何必学外文，不学 ABCD，也能当接班人，接好革命班，埋葬帝修反”。受到班主任杨天成的批评，并要她作出检查。学校负责人罗天奇在初中班学生大会上不点名地批评了她，要求各班对此事讨论批判。由于老师批评方式失当，加上其他原因，张玉勤当日称病请假离校后即投河自杀。1974年1月，江青在一份内部刊物上看到此事后，派迟群和谢静宜带人到马振扶公社中学重新进行调查。1974年1月26日，江青在《河南省唐河县马振扶公社中学情况简报》上批評漢字拉丁化運動：马振扶中学学生张玉勤（张因考试不及格，受到批评后自杀）是被修正主义路线逼死的，该中学扼杀无产阶级教育革命的新生事物，向无产阶级反攻倒算，其实质是复辟。被遲群稱為「資產階級向無產階級反攻倒算，在翻文化大革命的案」（1974年1月25日《周恩來、江青、遲群、謝靜宜、姚文元在中央直屬機關和國家機關批林批孔動員大會的講話》）。對漢字拉丁化運動的批評成為反擊右傾翻案風的前兆，漢字拉丁化運動因此遭到沉重打擊。
1976年，中华民国政府將語言、文字統稱為正體字或正體中文。
1985年中共中央總書記胡耀邦大約定調擬終結該思潮，於是，1986年二簡字被廢止，轟轟烈烈的漢字二次簡化運動宣告結束。
1986年，中华民国教育部公布以罗马字拼写的汉语译音系统“注音符号第二式”。由于注音符號在台湾推行相当成功，小学生皆被要求熟练使用。所以在闽南语、客家语的教学上，教育部另外增添新符号以使之能够拼读这些“乡土语言”（方言），这些新符号已收录至Unicode编码中的“Bopomofo Extended”区。
在2000年左右，中华民国教育部颁布一套通用拼音规则，尝试以拉丁化的拼音方式取代注音符号（ㄅㄆㄇㄈ）的使用，并取代注音符号第二式（MPS II），已落实在地名拼写上。
2008年9月16日，中华民国行政院跨部会会议通过教育部的提案，确定以漢語拼音取代通用拼音作為官方譯音標準。持续多年的两岸“拼音大战”，终于落下帷幕。
“注音符号”仍为台湾汉字的主要拼读工具之一，是小学语文教育初期必学内容；中国大陆自1958年推行汉语拼音方案以后，注音符号停止推广使用，但在汉语字典等基础工具书中对汉字注音时仍有标注。

## 外部連結
- 國語注音符號第二式 （页面存档备份，存于）
- 注音轉換工具 （页面存档备份，存于） - 各種注音方式之間的轉換